# Ljubaništa
Ljubaništa (v makedonské cyrilici Љубаништа, albánsky Lubanisht) je vesnice v Severní Makedonii. Přesněji se nachází na východním břehu Ochridského jezera, 22 km jižně od Ohridu, u hranice s Albánií. Administrativně spadá pod opštinu Ohrid. 
Obec měla v roce 2002 celkem 171 obyvatel, z nichž 98 % je makedonské národnosti. V roce 1905 žilo v Lubaništích 360 lidí.
Ljubaništa je starou vesnicí, která vznikla ještě před příchodem Turků na Balkán. V roce 1582 je zaznamenána jako sídlo se 70 křesťanskými rodinami. Vesnice a okolní pozemky byly vlastnictvím ohridského správce Dželadin Bega. V současné době se vesnice nachází na hlavním silničním tahu Ohrid-Pogradec blízko hraničního přechodu s Albánií. Díky národnímu parku v pohoří Galičica, které se nachází od Ljubaništy na východ a Ohridského jezera, které se rozkládá západně od vesnice, mají velmi dobrý turistický potenciál. Nejvýznamnější kulturní památkou v blízkosti je klášter sv. Nauma. 